# František Chvostek
František Chvostek (Franz Chvostek, ur. 21 maja 1835 w Místku na Morawach, zm. 16 listopada 1884 w Wiedniu) – austriacki lekarz internista, opisał zjawisko nazwane potem objawem Chvostka. Ojciec Franza Chvostka młodszego (1864–1944).

## Życiorys
František Chvostek studiował na Akademii Medyko-Chirurgicznej (Militärärzteakademie) w Wiedniu, ukończył studia w 1861, do 1863 roku jako lekarz wojskowy w 1. Szpitalu Garnizonowym w Wiedniu (Garnisonsspital Nr. 1). Od 1863 do 1867 roku asystent Adalberta Ducheka, od 1868 do 1871 wykładał elektroterapię na Akademii. W 1871 przejął Klinikę Ducheka i prowadził ją do zamknięcia Akademii w 1874 roku. Po 1874 roku kierował oddziałem chorób wewnętrznych w 1. Szpitalu Garnizonowym. Był stałym członkiem Militär-Sanitäts-Comités. Zmarł 16 listopada 1884 roku.

## Wybrane prace
- Paralysis agitans (obrna tresavá). Casop. lék. cesk. (1874)
- Príspevky ku nauce o sneti plic. Casop. lék. cesk (1877)
- Ueber Milztumoren. Wiener Klinik 5, ss. 241-276 (1879)
- Ueber den Einfluss des electrischen Stromes auf Milztumoren. Wien. med. Bl. 2, ss. 40; 63; 88; 111 (1879)
- Ctvrtý prípad loziskové sklerosy mozkové a michové. Casop. lék. cesk. (1880)
- Die Krankheiten der Nebennieren. Wien. Klinik 6, ss. 221-268 (1880)
- Nemoci jater. Casop. lék. cesk. (1881)
- Suppurative Leberentzündung; Hepatitis vera circumscripta, suppuratoria; circumscripte Leberentzündung; Leberabszesse. Wien. Klinik 7, ss. 103-150 (1881)
- Aneurysma der Aorta thorac. desc. mit Compression der Trachea und des linken Bronchus; plötzlicher Tod durch Perforation desselben in die linke Pleurahöhle. Wien. med. Bl. (1881)
- Ein Fall von Aneurysma der Arteria anonyma und des untersten Stückes der r. Carotis. Allg. Wien. med. Ztg. (1882)
- Klinische Vorträge über die Krankheiten der Pfortader und der Lebernerven. Wiener Klinik 8, ss. 67-106 (1882)
- Ein Fall eines hühnereigrossen Abscesses im Centrum ovale. Allg. Wien. med. Ztg. (1882)